# Relación masa carga

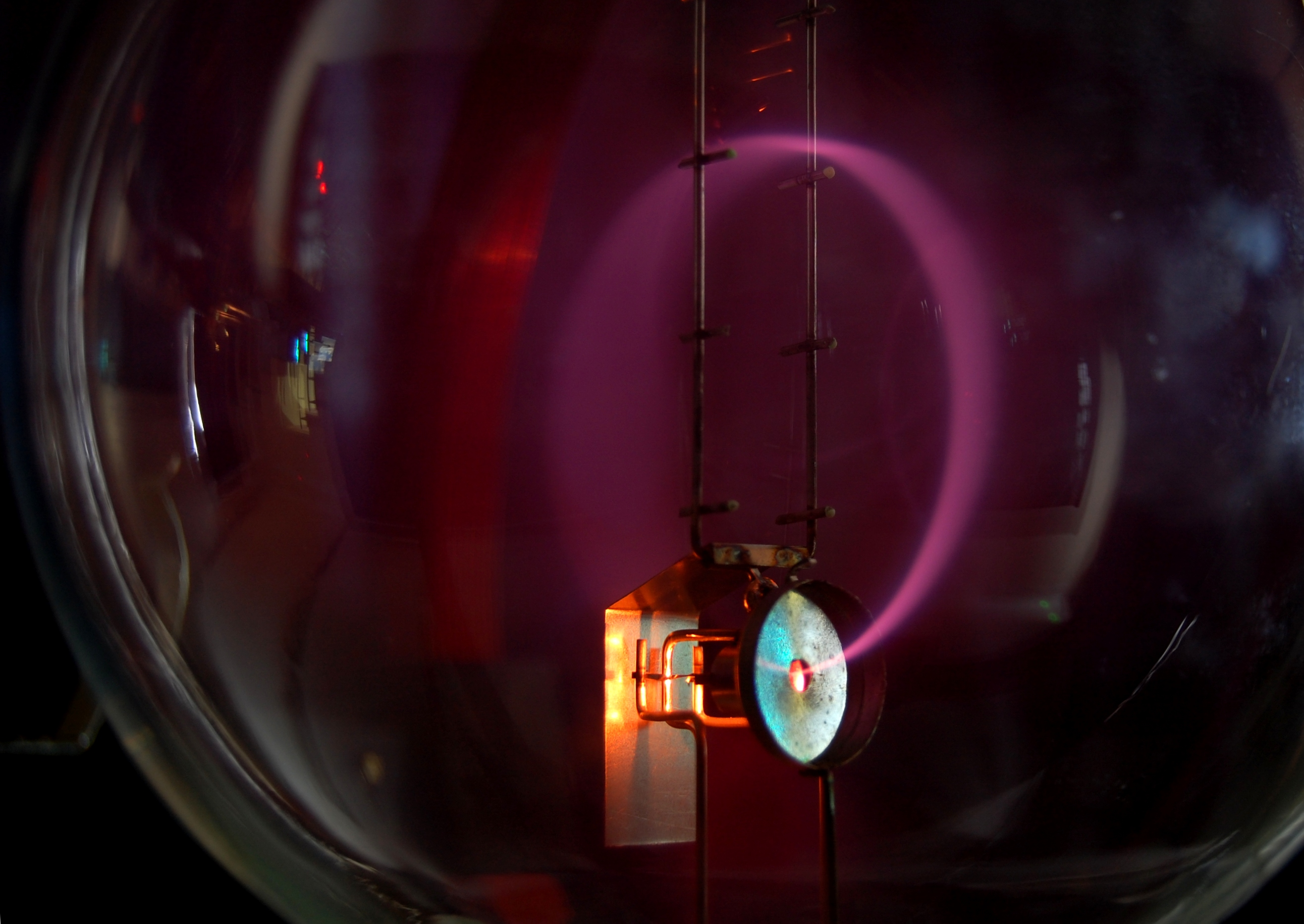
Haz de electrones desplazándose en círculo en un tubo Teltron, por la presencia de un campo magnético, en el que se puede medir la relación masa carga de los electrones comparando el radio del círculo con la intensidad del campo y el voltaje.

La relación masa carga ( m⁄Q) es una magnitud física usada en la electrodinámica de las partículas cargadas. Como implica su nombre la relación masa carga de un objeto resulta de dividir la masa del objeto entre su carga eléctrica. Esta magnitud generalmente solo es útil cuando el objeto es una partícula. Para objetos macroscópicos la carga total, la densidad de carga, la masa total o la densidad de la masa suelen ser magnitudes más útiles. En el sistema internacional de unidades se mide en kg/C. El concepto (m/Q) aparece en los campos de la microscopía electrónica, espectrometría de masas, tubos de rayos catódicos, física del acelerador, física nuclear, espectroscopia electrónica Auger, cosmología y óptica iónica. La importancia de la relación carga masa resulta de que, según la electrodinámica clásica, dos partículas con la misma relación masa carga se desplazan con la misma trayectoria en el vacío cuando son sometidas a campos magnéticos. 
En algunos campos se usa su inversa la relación carga masa ( Q⁄m). El CODATA recomendó en 2010 un valor para el electrón de  e⁄me = (1,758820024±0,000000011) × 1011 C/kg.

## Origen
Según la física clásica, cuando una partícula cargada se desplaza por campos eléctricos o magnéticos se aplican las dos leyes siguientes:
| {\displaystyle \mathbf {F} =Q(\mathbf {E} +\mathbf {v} \times \mathbf {B} ),}                 |  | (ley de la fuerza de Lorentz)          |
| {\displaystyle \mathbf {F} =m\mathbf {a} =m{\frac {\mathrm {d} \mathbf {v} }{\mathrm {d} t}}} |  | (segunda ley de Newton del movimiento) |
Donde F es la fuerza aplicada a la partícula cargada (ion), m es la masa de la partícula, a es la aceleración, Q es la carga eléctrica, E es el campo eléctrico, y v × B es el producto vectorial de la velocidad del ion y la inducción magnética.
Al combinar las dos ecuaciones de campo anteriores surge la ecuación: 
{\displaystyle \left({\frac {m}{Q}}\right)\mathbf {a} =\mathbf {E} +\mathbf {v} \times \mathbf {B} }.
Esta ecuación diferencial es la ecuación clásica para el movimiento de una partícula cargada en el vacío. Junto con las condiciones iniciales de la partícula determina el movimiento de la partícula en el espacio con el tiempo. Tiene como consecuencia que dos partículas con la misma relación m/Q se desplazarán de la misma forma a través del campo. Por ello la relación masa carga es una magnitud física importante en los ámbitos científicos donde las partículas cargadas interactúan con campos magnéticos o eléctricos. 

### Excepciones
Existen algunos efectos no clásicos derivados de la mecánica cuántica como el efecto Stern–Gerlach que hace que la trayectoria de iones con idéntica m/Q se bifurque.

## Símbolos y unidades
Los símbolos recomendados por la IUPAC para la masa y a carga son m y Q, respectivamente,: 4 : 14  aunque el uso de la minúscula q para la carga también es común. La carga es una magnitud escalar, lo que significa que puede ser tanto positiva (+) como negativa (−). La unidad del SI para la carga es el culombio (C), aunque se utilizan otras unidades para expresar la carga en términos de la carga elemental (e). La unidad del sistema internacional para la magnitud física m/Q es el kilogramo por culombio (kg/C).

### Espectrometría de masas
Las unidades y notación anterior se utilizan en la física y en el campo de espectrometría de masas, aunque cuando se presentan los datos de un espectro de masas también es corriente usar la notación m/z como variable. Esta notación facilita la interpretación de los datos ya que está más relacionada numéricamente con la unidad de masa atómica del analito. La m se refiere al número de masa atómica o molecular y z al número de carga del ion. Por ello m/z es una magnitud adimensional. Por ejemplo una molécula doblemente ionizada (z = 2 e) de masa atómica de 1000 unidades (m = 1000 u) con sus dos cargas tendrá m/z = 500.

## Historia
En el siglo XIX se midieron las relaciones masa carga de algunos iones por métodos electroquímicos. En 1897 J. J. Thomson midió por primera vez la relación masa carga del electrón. Así demostró que el electrón era una partícula con masa y carga, y que su relación masa carga era mucho más pequeña que la del ion del hidrógeno H+. En 1898 Wilhelm Wien separó los iones de los rayos canales según su relación masa carga con un dispositivo óptico iónico que superponía un campos eléctricos y magnéticos (efecto Wien). En 1901 Walter Kaufman midió el incremento de la masa electromagnética de los electrones de alta velocidad (experimentos Kaufmann–Bucherer–Neumann), o incremento de masa relativista en términos modernos. En 1913 Thomson midió la relación masa carga de iones con un instrumento espectrógrafo de parábola. Actualmente el instrumento usado para medir la relación masa carga se denomina espectrómetro de masas.

## Aplicaciones
En algunos experimentos la relación carga masa es la única magnitud que se puede medir directamente. Con frecuencia la carga se puede deducir a partir de consideraciones teóricas, así que la relación carga masa proporciona un método para calcular la masa de las partículas.
A menudo la relación carga masa se determina observando la desviación de las partículas cargadas sometidas a un campo magnético externo controlado. La ecuación del ciclotrón, combinada con otra información como la energía cinética de la partícula, nos da la relación carga masa. El espectrómetro de masas se basa en este principio. El mismo principio se utiliza para obtener información en los experimentos que se realizan con la cámara de niebla.
La relación entre las fuerzas electrostáticas con las gravitatorias entre dos partículas puede proporcionar el producto de sus relaciones masa carga. De lo que resulta que las fuerzas gravitatorias son despreciables a nivel subatómico, debido a lo extremadamente pequeñas que son las masas de las partículas subatómicas.

### El electrón
El cociente carga elemental-masa del electrón, e⁄me, es una magnitud fundamental para la física experimental. Es importante porque la masa del electrón, me, es difícil de medir directamente, por lo que se obtiene a partir de las medidas de la carga elemental y la relación e⁄me. La relación Q⁄m del electrón fue calculada por primera vez por J. J. Thomson en 1897, con más precisión por Dunnington, mediante cálculos del momento angular y desviaciones debidas a un campo magnético perpendicular. Sus mediciones convencieron a Thomson de que los rayos catódicos eran partículas iguales, y le llevaron a descubrir el electrón.
El CODATA recomendó en 2006 el valor de e⁄me = 1,758820150(44)×1011 C/kg.
Se puede medir con el método del tubo de haz fino: se calienta un cátodo para que emita electrones. Los electrones son acelerados por un potencial conocido, para que los electrones tengan una velocidad conocida. La trayectoria del haz puede verse cuando los electrones son acelerados a través del gas de helio enrarecido, ya que algunos electrones chocan hacen que la senda se ilumine. un par de bobinas de Helmholtz producen un campo magnético uniforme y mensurable perpendicular al haz de electrones. Este campo desvía el haz de electrones a una trayectoria circular. Se calcula e/m midiendo el potencial de aceleración (voltios) y la corriente (amperios) de las bobinas de Helmholtz, y el radio del haz de electrones.

### Efecto Zeeman
La relación carga masa del electrón también puede medirse mediante el efecto Zeeman, que consiste en el desdoblamiento de las líneas de los espectro cuando el elemento está en presencia de un campo magnético B:
{\displaystyle \Delta E={\frac {e\hbar B}{2m}}(m_{j,f}g_{J,f}-m_{j,i}g_{J,i})}
Aquí mj son valores cuánticos enteros que oscilan del -j al j, con j como el valor propio del operador del momento angula total angular J, siendo:
{\displaystyle \mathbf {J} =\mathbf {L} +\mathbf {S} }
Donde S es el operador del espín con valor propio s y L es el operador del momento angular con valor propio l. Siendo gJ el factor de Landé, que se calcula así:
{\displaystyle g_{J}=1+{\frac {j(j+1)+s(s+1)-l(l+1)}{2j(j+1)}}}
El incremento de energía se puede expresar en términos de frecuencia ν y longitud de onda λ: 
{\displaystyle \Delta E=h\Delta \nu =hc\Delta \left({\frac {1}{\lambda }}\right)=hc{\frac {\Delta \lambda }{\lambda ^{2}}}}
Las medias del efecto Zeeman generalmente implican el uso de un interferómetro Fabry-Pérot, con luz proveniente de una fuente situada en un campo magnético que pasa entre los dos espejos del interferómetro. Si δD es el cambio que se necesita para que la separación del espejo para llevar el anillo de orden m (emésimo) de la longitud de onda λ + Δλ a que coincida con el de la longitud de onda λ, y ΔD lleva al anillo (m + 1) de longitud de onda λ a que coincida con el anillo de orden m, entonces:
{\displaystyle \Delta \lambda =\lambda ^{2}{\frac {\delta D}{2D\Delta D}}}.
Sustituyendo en la anterior:
{\displaystyle hc{\frac {\Delta \lambda }{\lambda ^{2}}}=hc{\frac {\delta D}{2D\Delta D}}={\frac {e\hbar B}{2m}}(m_{j,f}g_{J,f}-m_{j,i}g_{J,i})\ .}
Operando es posible conseguir la relación carga masa del electrón como:
{\displaystyle {\frac {e}{m}}={\frac {4\pi c}{B(m_{j,f}g_{J,f}-m_{j,i}g_{J,i})}}{\frac {\delta D}{D\Delta D}}\ .}